# Partit Camperol Croat
El Partit Camperol Croat (croat Hrvatska seljačka stranka, HSS) és un partit polític de Croàcia d'ideologia dretana. Es va formar el 1904 pels germans Antun Radić i Stjepan Radić. Es va convertir en el partit croata dominant en el Regne dels Serbis, Croats i Eslovens i actualment és un partit relativament important a Croàcia.

## Història
Mentre Croàcia encara estava sota l'Imperi Austrohongarès, el partit reclamava una major autonomia, els drets dels camperols i la reforma agrària. Després de la Primera Guerra Mundial i la dissolució d'Àustria-Hongria, el HSS, va guanyar el suport popular i electoral significatiu per la seva defensa d'un Estat croat independent, i la seva oposició a la creació del Regne dels Serbis, Croats i Eslovens (que en realitat vol dir unir l'Estat dels Serbis, Croats i Eslovens, amb el Regne de Sèrbia), que seria dominat per Sèrbia.
Malgrat els esforços del partit, el regne va ser establert, i es va convertir en un partit de l'oposició al parlament. Encara que era popular al seu territori, la debilitat del partit consistia en seu recurs nacional limitat i el seu electorat de base ètnica i econòmica.
Va advocar per un Estat federal en el qual Croàcia gaudís del mateix estatus vis-à-vis amb Sèrbia, i la plataforma del partit encara reclama l'autonomia de Croàcia i, finalment, una major independència. Amb aquest objectiu present, el partit es va rebatejar com a Partit Republicà Camperol Croat fins que les autoritats reials va obligar al partit a eliminar la paraula "republicà" el 1925 per la seva connotació anti-reialista.
A la dècada de 1920 el govern del primer ministre iugoslau Nikola Pasic utilitzà la pressió policial i política sobre els electors i les minories ètniques, la confiscació dels pamflets de l'oposició i altres mesures de manipulació de les eleccions per mantenir a l'oposició, principalment el Partit Camperol Croat i els seus aliats, en minoria al parlament iugoslau. Pasic creia que Iugoslàvia havia de ser el més centralitzada possible, i en comptes de crear diferents governs regionals alimentar el concepte d'una Gran Sèrbia amb poder concentrat en mans de Belgrad.
Com a oposició, l'estratègia del partit era boicotejar les sessions parlamentàries, però això no sols va permetre als polítics serbis consolidar encara més el poder, sinó que també va crear inestabilitat política i hostilitat a la seva causa. El 1928, Puniša Račić, un ultranacionalista serbi, es va sentir ofès per un comentari fet pels diputats de l'HSS durant una sessió parlamentària, va disparar i ferí de mort Radić i altres diputats a la càmera. El 1929 el país va passar a anomenar-se Regne de Iugoslàvia i tots els partits polítics van ser prohibits.
Algunes de les llibertats polítiques van ser restaurades el 1931 i el HSS, dirigit per Vladko Maček, una vegada més estava a l'oposició. Maček va mostrar gran capacitat d'organització i habilitat política, que es va traduir en el suport al partit de croats de totes les classes socials, així com seguidors de diverses ideologies. El partit també esdevingué paraigua de gairebé tota l'oposició al Regne de Iugoslàvia. I encara que la coalició que encapçalà va perdre les eleccions de 1938, va aconseguir el reconeixement l'agost de 1939 de l'acord Cvetković -Maček que permetia la creació d'una semiautònoma Banovina de Croàcia sota govern del HSS, alhora que el partit tornava al govern reial.
La sort del partit va declinar abruptament amb l'esclat de la Segona Guerra Mundial i la invasió alemanya a l'abril de 1941. Alguns membres del partit es van dividir entre els que simpatitzaven amb el moviment independentista i feixista ústaixa, i els d'esquerra que donaren suport als partisans. Però la gran majoria dels partidaris de HSS romandre passius i neutrals durant la guerra mentre ústaixa, partisans comunistes i txètniks realistes lluitaven pel control.
Després de la victòria comunista, el Partit Comunista de Iugoslàvia va establir un règim de partit únic, i el HSS, juntament amb altres partits polítics van ser declarats il·legals. Caldria quaranta-cinc anys perquè ressorgís novament. Durant aquest temos, Maček representà el HSS a l'exili fins a la seva mort el 1964. Juraj Krnjević en va prendre el control fins a la seva mort el 1988, un any abans que el partit pogués reprendre l'activitat a l'interior de Croàcia.
Amb l'adveniment del multipartidisme el 1990, el HSS es va reconstituir i a les eleccions de 1990 va obtenir alguns escons al Parlament croat. Es van quedar a l'oposició fins a les eleccions de 2000, quan va obtenir tres carteres ministerials, com a part de la seva participació en la coalició liderada pel Partit Socialdemòcrata de Croàcia.
Avui en dia, el HSS es considera d'esquerra, entre altres partits polítics europeus que advoquen en favor de polítiques agràries i més intervencionisme econòmic de l'Estat. On social matters the HSS is largely conservative, supporting a Christian-based morality in public life. En l'àmbit social, el HSS és en gran manera conservador, dona suport a una moral pública cristiana. És membre associat del Partit Popular Europeu (PPE).
A les eleccions de 2009 anuncià que es presentaria en coalició amb Aliança de Primorje-Gorski Kotar i el Partit Social Liberal de Croàcia, que formen part de la coalició de govern d'Ivo Sanader.

## Presidents del partit
1. Stjepan Radić (1904-1928)
2. Vladko Maček (1928-1964)
3. Juraj Krnjević (1964-1988)
4. Drago Stipac (1991-1994)
5. Zlatko Tomčić (1994-2005)
6. Josip Friščić (2005-)

## Resultats electorals
| Elecció | %     | Escons |
| 1992    | 4,25  | 3      |
| 1995    | 18,3  | 16     |
| 2000    | 11,26 | 17     |
| 2003    | 7,3   | 10     |
| 2007    | 6,5   | 6      |